# Mordella haitiensis
Mordella haitiensis es una especie de coleóptero de la familia Mordellidae.

## Distribución geográfica
Habita en Haití.